# Terry Davis
Terry Raymond Davis (Danville, 17 giugno 1967) è un ex cestista statunitense, professionista nella NBA.
È il padre di Ed Davis.